# Helena Javornik
Helena Javornik (Celje, 26 maart 1966) is een Sloveense atlete, die afstanden loopt variërend van 1500 m tot de marathon. Ze werd Europees kampioene veldlopen en heeft zowel op de baan als de weg vele Sloveense records in handen. Ze schreef verschillende grote internationale marathons op haar naam. Ze nam in totaal driemaal deel aan de Olympische Spelen, maar won hierbij geen medailles.

## Biografie
In 1995 won Javornik de marathon van Wenen en in 1996 en 1998 was ze de sterkste op de marathon van Ljubljana. Intussen had zij in 1996 haar olympische debuut gemaakt: ze nam op de Olympische Spelen in Atlanta deel aan de marathon, waarop zij 53ste werd. Vier jaar later was zij opnieuw present op de Olympische Spelen van Sydney, maar ditmaal als deelneemster aan de 1500 m. Ze kwam niet voorbij haar serie en eindigde met een tijd van 4.18,18 als twaalfde.
Weer vier jaar later deed ze het op de Olympische Spelen in Athene beter. Ditmaal nam ze deel aan de 10.000 m. In de door de Chinese Xing Huina in 30.24,36 gewonnen wedstrijd finishte ze als tiende en vestigde daarbij met 31.06,63 een Sloveens record. In hetzelfde jaar won ze de marathon van Amsterdam, de marathon van Turijn en de Route du Vin in 1:09.22.
Op 28 mei 2009 maakte de IAAF bekend Helna Javornik na een lange procedure alsnog voor twee jaar te hebben geschorst wegens dopinggebruik. De Sloveense testte in maart 2008 bij een halve marathon in Wenen positief op epo-gebruik, maar werd aanvankelijk door de Sloveense atletiekbond vanwege twijfels over de dopinganalyse vrijgesproken. Hierop ging de IAAF in juli 2008 bij het internationale Sportgerechtshof (CAS) in beroep en legde haar een voorlopig startverbod op, waardoor zij niet kon deelnemen aan de Olympische Spelen in Peking.
De tweejarige schorsing liep af op 10 juni 2010.

## Titels
- Europees kampioene veldlopen - 2002
- Sloveens kampioene 1500 m - 1997, 2000, 2002
- Sloveens kampioene 3000 m - 1997, 1998, 2001, 2002
- Sloveens kampioene 5000 m - 1995, 1998, 2003
- Sloveens kampioene 10.000 m - 1994, 1997, 1998, 1999, 2000, 2003, 2004, 2006
- Sloveens kampioene 10 km - 2005
- Sloveens kampioene halve marathon - 1994, 1998, 2002, 2003
- Sloveens kampioene marathon - 1993, 1994, 1995
- Sloveens kampioene veldlopen - 1994, 1995, 1997, 1998, 2002

## Persoonlijke records
Baan
| Onderdeel   | Prestatie      | Datum            | Plaats    |
| ----------- | -------------- | ---------------- | --------- |
| 1500 m      | 4.06,77        | 9 juli 2000      | Bydgoszcz |
| 1 Eng. mijl | 4.33,00 (NR)   | 9 juli 1997      | Linz      |
| 2000 m      | 6.00,44 (NR)   | 27 april 1997    | Leibnitz  |
| 3000 m      | 8.50,71 (NR)   | 8 juli 2000      | Bydgoszcz |
| 5000 m      | 15.15,40 (NR)  | 8 augustus 1999  | Hechtel   |
| 10.000 m    | 31.06,63 (NR)  | 27 augustus 2004 | Athene    |
| uurloop     | 17.070 m (NR)  | 19 juli 2006     | Maribor   |
| 20.000 m    | 1:10.30,4 (NR) | 19 juli 2006     | Maribor   |
| 25.000 m    | 1:28.22,6      | 19 juli 2006     | Maribor   |

Weg
| Onderdeel      | Prestatie    | Datum             | Plaats    |
| -------------- | ------------ | ----------------- | --------- |
| 10 km          | 32.30 (NR)   | 7 juni 2003       | New York  |
| 20 km          | 1:07.57      | 13 maart 2005     | Seoel     |
| halve marathon | 1:09.22 (NR) | 26 september 2004 | Remich    |
| 25 km          | 1:25.34      | 13 maart 2005     | Seoel     |
| 30 km          | 1:43.46      | 13 maart 2005     | Seoel     |
| marathon       | 2:27.33 {NR) | 17 oktober 2004   | Amsterdam |

Indoor
| Onderdeel   | Prestatie    | Datum            | Plaats    |
| ----------- | ------------ | ---------------- | --------- |
| 1500 m      | 4.06,22      | 11 februari 2001 | Dortmund  |
| 1 Eng. mijl | 4.29,35      | 24 februari 2002 | Liévin    |
| 2000 m      | 5.44,93      | 22 februari 2002 | Chemnitz  |
| 3000 m      | 8.47,49 (NR) | 3 februari 2002  | Stuttgart |

## Palmares

### 1500 m
- 1999:  Militaire Wereld Spelen
- 2000: 12e in serie OS - 4.18,18
- 2001: 8e WK indoor - 4.15,76
- 2001: 6e Middellandse Zeespelen

### 3000 m
- 1999: 9e WK indoor - 9.00,92
- 2002: 9e EK indoor - 9.04,83
- 2006: 7e Europacup B - 9.29,49

### 5000 m
- 1999:  Militaire Wereld Spelen
- 2001: 4e Middellandse Zeespelen
- 2002: 14e EK - 16.06,32
- 2006: 6e Europcup B - 16.58,51

### 10.000 m
- 1993:  Europa Cup C 10.000 m
- 2003: 18e WK - 32.01,57
- 2004: 10e OS - 31.06,63
- 2006: 17e Europacup - 33.33,91
- 2008: 9e Europacup - 33.07,49

### 10 Eng. mijl
- 2003:  Grand Prix von Bern - 53.45,8
- 2004:  Grand Prix von Bern - 55.03,7

### halve marathon
- 1997: 31e WK in Košice - 1:12.51
- 2003: 11e WK in Vilamoura - 1:11.17
- 2003:  halve marathon van Praag - 1:11.03
- 2004:  Route du Vin - 1:09.22
- 2006:  halve marathon van Göteborg - 1:12.34

### marathon
- 1992:  marathon van Turijn - 2:41.40
- 1993: 14e marathon van Osaka - 2:40.40
- 1993:  marathon van Venetië - 2:37.27
- 1993:  Middellandse Zeespelen in Narbonne
- 1993: 20e WK - 2:51.06
- 1994: ? marathon van Valencia - 2:34.50
- 1995:  marathon van Wenen - 2:36.30
- 1996:  marathon van Ljubljana - 2:37.58
- 1996:  marathon van Wenen - 2:34.41
- 1996: 53e OS - 2:46.58
- 1998:  marathon van Ljubljana - 2:32.33
- 2002:  marathon van Florence
- 2003:  marathon van Hamburg - 2:28.13
- 2003:  marathon van La Rochelle - 2:31.54
- 2003: 12e New York City Marathon - 2:35.07
- 2004:  marathon van Turijn - 2:31.13
- 2004:  marathon van Amsterdam - 2:27.33
- 2005:  marathon van Seoel - 2:29.18
- 2005:  marathon van Venetië - 2:32.13
- 2005:  marathon van La Rochelle - 2:40.07
- 2006:  Rotterdam Marathon - 2:29.37
- 2007:  marathon van Rome - 2:28.53
- 2007: 30e WK - 2:42.03
- 2008:  marathon van Trevise - 2:28.36
- 2012: 10e marathon van Utrecht - 2:48.34

### veldlopen
- 1997: 68e WK - 22.40
- 2002:  EK in Medulin (6,17 km) - 15.48
- 2003: 20e WK - 27.48

- World Athletics: 14300140
- Virtual International Authority File: 6119154441749135460007